# 1443
Évszázadok: 14. század – 15. század – 16. század
Évtizedek: 1390-es évek – 1400-as évek – 1410-es évek – 1420-as évek – 1430-as évek – 1440-es évek – 1450-es évek – 1460-as évek – 1470-es évek – 1480-as évek – 1490-es évek
Évek: 1438 – 1439 – 1440 – 1441 –  1442 – 1443 – 1444 – 1445 – 1446 – 1447 – 1448

## Események

### Határozott dátumú események
- február 23. – Kolozsváron, Méhfin Jakab szőlőbirtokos házában megszületik Hunyadi János erdélyi vajda és Szilágyi Erzsébet második gyermeke, Magyarország későbbi uralkodója, Mátyás.[1]
- július 22. – Hunyadi János elindítja török elleni hadjáratát (hosszú hadjárat).
- november 3. – Hunyadi beveszi Szófiát, majd a Morava mellett megver egy négyszeres túlerőben levő török sereget.
- december 24. – Hunyadi a Kunavica-hegynél megver egy török sereget, de a téli idő miatt kénytelen visszafordulni.

### Határozatlan dátumú események
- október – Hunyadi János Nišnél hármas ütközetben megveri a török sereget és elfoglalja a várost.
- december – Hunyadi hadjárata megakad a Sztalica-hágónál, a Balkánon való áttörést nem tudja kierőszakolni.
- az év folyamán –
  - Az albánok Kasztrióta György vezetésével győzelmet aratnak a török felett.
  - II. Vlad havasalföldi fejedelem  másodszor lép trónra, ezúttal II. Basarab utódaként.

## Születések
- február 23. – Hunyadi Mátyás (I. Mátyás) magyar király[2] († 1490)
- május 31. – Lady Margaret Beaufort, VII. Henrik angol király anyja († 1509)
- december 5. – II. Gyula pápa († 1513)[3]

## Halálozások
- február 5. – Branda da Castiglione humanista katolikus főpap, bíboros, pápai legátus (* 1350 k.)
- augusztus 16. – Asikaga Josikacu japán sógun